# Bright-Star-Katalog

Verteilung der vom Katalog erfassten Sterne. Farblegende siehe Beschreibungsseite

Der Bright-Star-Katalog (auch Yale Catalog of Bright Stars) ist ein astronomischer Katalog heller Sterne. Er ist der Nachfolger des Harvard Revised Photometry Catalogue, der 1908 von Edward Charles Pickering veröffentlicht wurde. Als Verweis auf den Bright-Star-Katalog wird die Abkürzung HR (für Harvard Revised) verwendet.
Der Bright-Star-Katalog soll nach dem Willen seiner Autoren alle mit bloßem Auge sichtbaren Sterne enthalten und beinhaltet daher alle Sterne, die heller als 6,5 mag sind. Neben der Bayer- und der Flamsteed-Bezeichnung sowie der Magnitude sind zu jedem Stern die Eigenbewegung, die Parallaxe und weitere Kommentare angegeben.
Die Einträge des Katalogs sind nach der Rektaszension der Epoche B1900 geordnet. Er enthält 9110 Objekte, von denen mittlerweile 14 als Novae oder extragalaktische Objekte identifiziert wurden – diese Objekte sind jedoch auch heute noch im Katalog enthalten, um die fortlaufende Nummerierung zu erhalten. 1983 erschien ein Zusatz, der 2603 weitere Sterne bis zu einer Magnitude von 7,1 enthält.
Der Bright-Star-Katalog erschien 1930 in der ersten Auflage. Als letzte gedruckte Version ist 1982 die 4. Auflage erschienen, die 5. Auflage ist seit 1991 nur online bzw. als elektronische Version verfügbar.